# Wolanów (województwo dolnośląskie)
Wolanów – osada w Polsce położona w województwie dolnośląskim, w powiecie zgorzeleckim, w gminie Bogatynia.

## Położenie
Wolanów to niewielka i wyludniająca się osada położona na Wyniosłość Działoszyńskiej, w górnej części płytkiej doliny potoku, lewego dopływu Smědý, na wysokości około 280–300 m n.p.m.

## Podział administracyjny
W latach 1975–1998 miejscowość należała administracyjnie do województwa jeleniogórskiego.

## Demografia
Według Narodowego Spisu Powszechnego (III 2011 r.) liczył 38 mieszkańców. Jest najmniejszą miejscowością gminy Bogatynia.

## Historia
Wolanów jest starą miejscowością, ale brak dokładnych informacji o tym kiedy powstał. W 1798 roku były tu 22 domy i folwark, a na początku XIX wieku liczba domów wzrosła do 23. W 1866 Wolanów tworzył jeden majątek z Wyszkowem, w miejscowości istniała wtedy cegielnia. Po 1945 roku w zabudowaniach majątku ulokowano filę PGR-u w Sulikowie, w której w latach późniejszych między innymi hodowano stado żubroni. W latach 80. nasilił się proces wyludniania miejscowości w związku z planowaną budową elektrowni, od projektu tego jednak później odstąpiono.